# 올레우로페인
올레우로페인(영어: oleuropein)은 녹색 올리브 껍질, 과육, 씨앗, 잎, 아르간 오일에서 발견되는 쓴맛이 나는 일종의 페놀성 화합물인 글리코실화된 세코-이리도이드이다. 올레우로페인이라는 용어는 올리브 나무의 학명인 Olea europaea로부터 파생되었다.
올레우로페인의 쓴맛 때문에 올리브를 식용으로 만들기 위해서는 올레우로페인을 완전히 제거하거나 분해해야 한다. 테이블 올리브로 소비하기 위해 쓴맛이 나고 먹을 수 없는 녹색 올리브를 가공하는 동안 올레우로페인은 잿물에 담그는 등의 여러 가지 방법을 통해 올리브에서 제거된다.

## 같이 보기
- 엘레놀산 (올리브 숙성에 대한 마커)
- 하이드록시티로솔
- 올레오칸탈
- 올리브 잎
- 올리브